# Qu'est-ce que je vois ?
Pour plus de détails, voir Fiche technique et Distribution.
Qu'est-ce que je vois ? (Wat zien ik!?) est un film néerlandais réalisé par Paul Verhoeven et sorti en 1971. Il s'agit du premier long métrage du réalisateur.
Le film a connu plusieurs sorties dans les salles françaises et en vidéo, avec parfois des incrustations de scènes additionnelles pornographiques sans rapport avec le film original. Il a été exploité sous une multitude de noms différents : Les Expertes / Lèche-moi partout / Business is business / Les Filles d'Amsterdam / Ces dames d'Amsterdam / Les Putains d'Amsterdam / Qu'est-ce que j'en ai vu !

## Synopsis
Greet et Nel sont deux prostituées travaillant à Amsterdam et habitant ensemble près du Prinsengracht. Elles doivent se plier aux exigences parfois étranges de leurs clients.

## Fiche technique
Sauf indication contraire, les informations mentionnées dans cette section peuvent être confirmées par la base de données cinématographiques IMDb,  présente dans la section « Liens externes ».
- Titre original : Wat zien ik!?
- Titre français : Qu'est-ce que je vois ?[2], Qu'est-ce que j'en ai vu !, Les Expertes, Lèche-moi partout, Business is business, Les Filles d'Amsterdam, Ces dames d'Amsterdam, Les Putains d'Amsterdam[1]
- Réalisation : Paul Verhoeven
- Scénario : Gerard Soeteman, d'après Wat Zien Ik!? et Haar van Boven d'Albert Mol
- Musique : Julius Steffaro et Jan Stoeckart
- Photographie : Jan de Bont
- Montage : Jan Bosdriesz
- Décors : Massino Gotz
- Costumes : Henk Koster
- Production : Rob Houwer
- Société de production : Rob Houwer Productions
- Distribution : Tuschinski Film Distribution (Pays-Bas), Metropolitan Filmexport (France)
- Pays de production : Pays-Bas
- Format : Couleurs - 1,66:1 - Mono - 35 mm
- Genre : comédie
- Durée : 90 minutes
- Dates de sortie :
  - Pays-Bas : 10 septembre 1971
  - Belgique : 16 mars 1972
  - France : 12 juillet 1973

## Distribution
- Ronny Bierman : Blonde Greet
- Sylvia de Leur : Nel Muller
- Piet Römer : Piet
- Jules Hamel : Sjaak
- Bernard Droog : Bob de Vries
- Eric van Ingen : Albert
- Wim Kouwenhoven : un client
- Ton Lensink : un client - scène de sorcière
- Henk Molenberg : un client - scènes de ménage
- Allard van der Scheer : un client - scène d'école
- Jan Verhoeven : un client - scène du poulet
- Helmert Woudenberg : un client - le premier
- Trudy Labij : une prostituée
- Kika Mol
- Dini de Neef : la vieille prostituée
- Albert Mol : M. Van Schaveren

## Production
Le scénario s'inspire de deux ouvrages d'Albert Mol, Haar van Boven et Wat Zien Ik!? (qui donne son titre au film). Par ailleurs, Paul Verhoeven et son scénariste Gerard Soeteman font de nombreuses recherches sur la prostitution. Paul Verhoeven interview notamment plusieurs prostituées du « quartier rouge » d'Amsterdam. Les deux hommes envisagent par ailleurs initialement de faire un film pornographique avant de finalement choisir une comédie plutôt satirique.
Le tournage a lieu à Amsterdam et Eindhoven.

## Accueil
Le film totalise 2 358 946 entrées aux Pays-Bas. Il est l'un des meilleurs films au box-office de l'année 1971 dans le pays et fait mieux que les grosses productions américaines Autant en emporte le vent et La Mélodie du bonheur. Il est très rentable pour le distributeur (ennviron 1,3 million de dollars - une somme importante pour l'époque).